# Świąd
Świąd – nieprzyjemne odczucie pochodzące ze skóry, wywołujące chęć drapania lub pocierania. Definicja ta zaproponowana przez Hafenreffera w 1660 r. funkcjonuje do dziś. Nie było jasne, czy świąd jest formą odczuwania bólu, czy też zupełnie innym rodzajem doznań. Badania Zhou-Feng Chen wskazują na to drugie wyjaśnienie. Ustalono, że świąd nie jest rodzajem bólu podprogowego, ale różnym od bólu rodzajem czucia powierzchniowego, który jest przewodzony do ośrodkowego układu nerwowego odrębnymi drogami nerwowymi.

## Klasyfikacja
Ze względu na czas trwania objawów wyróżnia się:
- świąd ostry – utrzymujący się do 6 tygodni, podobnie jak ból ostry spełnia rolę ostrzegawczą, informując, że doszło np. do ukąszenia przez owada
- świąd przewlekły – trwający dłużej niż 6 tygodni, jest objawem towarzyszącym wielu chorobom skóry i chorobom ogólnoustrojowym, stanowi poważny problem kliniczny.

Biorąc pod uwagę miejsce odczuwania swędzenia rozróżnia się:
- świąd ograniczony (miejscowy)
- świąd uogólniony.

Według najnowszej klasyfikacji IFSI kategoryzacja świądu odbywa się dwuetapowo. Początkowo pacjenta kwalifikuje się do jednej z trzech grup uwzględniających obraz kliniczny objawów skórnych:
- grupa I – świąd dotyczący skóry wcześniej zmienionej chorobowo
- grupa II – świąd dotyczący skóry niezmienionej chorobowo
- grupa III – świąd z towarzyszącymi zmianami wtórnymi do drapania, tj. przeczosy, strupy, lichenizacja, grudki, guzki.

W dalszej kolejności pacjenta kwalifikuje się do jednej z 6 kategorii określających mechanizm powstawania świądu:
- świąd skórny – zalicza się tu dermatozy przebiegające ze świądem, głównie pacjenci z grupy I (świąd dotyczący skóry wcześniej zmienionej chorobowo);
- świąd układowy – dotyczy pacjentów, u których świąd jest wtórny wobec choroby ogólnoustrojowej. Do tej kategorii mogą zaliczać się zarówno pacjenci z grupy II (świąd dotyczący skóry niezmienionej chorobowo), jak i grupy III (świąd z towarzyszącymi zmianami wtórnymi do drapania);
- świąd neurologiczny – przypadki świądu neuropatycznego, związanego z uszkodzeniem elementów układu nerwowego (np. świąd towarzyszący guzom mózgu, świąd w przebiegu stwardnienia rozsianego) oraz świądu neurogennego, gdzie swędzenie jest wynikiem pobudzenia pewnych ośrodków układu nerwowego, ale bez ich uszkodzenia (np. świąd związany z podaniem opioidów dokanałowo), z reguły są to pacjenci z grupy II i III;
- świąd psychogenny – towarzyszący różnym chorobom psychiatrycznym. Zdarzają się też przypadki świądu psychogennego u osób zdrowych, którego podłożem jest lęk, np. gdy dana osoba ma świadomość, że miała kontakt z chorym przykładowo na świerzb, a z obawy przed zakażeniem zaczyna podświadomie odczuwać wrażenie swędzenia i drapać się;
- świąd o mieszanej etiologii – diagnozowany, gdy objawy można zaklasyfikować do więcej niż jednej kategorii;
- świąd o nieznanej etiologii – stwierdzany, gdy niemożliwe jest określenie przyczyny świądu.

Często kategoria ta bywa tymczasowa, gdyż u wielu pacjentów dłuższa obserwacja umożliwia ustalenie choroby powodującej doznania swędzenia.

## Patomechanizm
W środowisku zewnętrznym i wewnętrznym organizmu stale zachodzą zmiany, które stanowią bodźce odbierane przez ustrój. Bodźce te w postaci energii mechanicznej, świetlnej, cieplnej oraz chemicznej są przetwarzane przez receptory na impulsy nerwowe. Ze względu na rodzaj przetwarzanej energii, receptory dzieli się na fotoreceptory, mechanoreceptory, termoreceptory oraz chemoreceptory. Receptory pobudzane przez różne bodźce uszkadzające tkanki nazywamy nocyceptorami. Pod wpływem impulsu powstaje w receptorze potencjał generujący, dochodzi do depolaryzacji zakończenia nerwowego i wyładowania impulsów nerwowych. Receptory dostarczają zatem do ośrodkowego układu nerwowego informacji o środowisku wewnętrznym i zewnętrznym organizmu. Ośrodkowy układ nerwowy odbiera te impulsy, przetwarza je, zapamiętuje i wysyła do narządów wykonawczych czyli efektorów – mięśni poprzecznie prążkowanych i gruczołów. Uczucie świądu może być wywołane przez bodźce mechaniczne, termiczne, elektryczne i przede wszystkim chemiczne. Zarówno ból jak i świąd mogą być wyzwalane przez te same bodźce, choć o różnym natężeniu. Bodźce świądogenne są przewodzone z wolnych zakończeń nerwowych włókien C do ośrodkowego układu nerwowego poprzez boczne części tylnych korzeni rdzeniowych oraz nerwy czaszkowe. Impuls dociera początkowo do ośrodków podkorowych, gdzie zostaje wygaszony lub przesłany do kory mózgu i wówczas świadomie odczuwany jako świąd, wyzwala odruch drapania. Za mediatory świądu możemy uznać większość mediatorów zapalnych, które bezpośrednio lub w sposób pośredni, stanowią bodźce dla skórnych receptorów nerwowych. Są nimi m.in. histamina, serotonina, pochodne kinin, prostaglandyny oraz neuropeptydy.

## Przyczyny
Świąd może być objawem zaburzenia, pierwotnie dotyczącego skóry lub zaburzenia ogólnoustrojowego. Do schorzeń dotyczących skóry, które wywołują świąd, należą:
- infekcje bakteryjne i grzybicze oraz choroby wywołane przez pasożyty zwierzęce (piodermie, grzybice, świerzb, wszawica);
- dermatozy konstytucjonalne (obniżone natłuszczenie skóry, xerosis);
- łuszczyca[2];
- nadmierne wysuszenie skóry;
- oparzenia słoneczne;
- drażniące materiały;
- ukąszenia owadów, pajęczaków, a także innych zwierząt;
- alergie na pokarmy, leki, kosmetyki itp.;
- choroby alergiczne i o podłożu immunologicznym (wyprysk, pokrzywka, liszaj płaski, opryszczkowate
zapalenie skóry, atopowe zapalenie skóry);
- miejscowe podrażnienie zakończeń nerwowych;
- nowotwory (stadium praelymphoma).

Do schorzeń ogólnoustrojowych, przebiegających ze świądem (a czasem także z obecnością zmian skórnych), należą:
- reakcje uczuleniowe na pokarmy, leki, kosmetyki itp.;
- podrażnienie zakończeń nerwowych, np. w mocznicy lub w cholestazie w wyniku zwiększonego stężenia kwasów żółciowych;
- choroby nerek, (przede wszystkim przewlekła niewydolność nerek, wątroby (przebiegające z cholestazą), tarczycy, artretyzm, cukrzyca, stwardnienie rozsiane, choroby nowotworowe;
- schorzenia hematologiczne – choroba Hodgkina, ziarniniak grzybiasty, szpiczak mnogi, czerwienica prawdziwa, anemia z niedoboru żelaza;
- nowotwory narządów wewnętrznych, np. rak płuc, żołądka, sutka;
- choroby układu nerwowego – np. stwardnienie rozsiane, udar mózgu;

- zaburzenia psychiczne (ICD-10: F45.8).

Świąd może być też skutkiem ubocznym chemioterapii.
Świąd może być zlokalizowany na różnych częściach ciała, gdzie przyczyną mogą być:
- głowa: łupież, grzybica, wysuszenie skóry, wszawica
- dłonie: świerzb, infekcja grzybicza;
- stopy: grzybica
- pochwa: kandydoza, wysuszenie śluzówek, niski poziom hormonów podczas menopauzy
- narządy płciowe: infekcje grzybicze
- odbyt: guzki krwawnicze, kandydoza, owsica.

Świąd może być objawem klinicznym depresji maskowanej, w którym endogenny zespół depresyjny maskowany jest przez inne objawy.
Uogólniony świąd może mieć również charakter polekowy, np. po bezpośrednich wyzwalaczach histaminy (morfinie, kodeinie, atropinie, papawerynie, środkach znieczulających) lub po lekach wywołujących cholestazę (np. estrogeny, progestageny, fenytoina, chlorpromazyna, amiodaron i inne). Ograniczony świąd dotyczący odbytu może być konsekwencją infekcji pasożytniczej przewodu pokarmowego (najczęściej owsicy), guzków krwawniczych odbytu, nawykowych zaparć lub innych chorób jelit. Świąd sromu często towarzyszy zaburzeniom hormonalnym okresu przekwitania. U osób starszych uogólniony świąd często nie musi być związany z chorobami układowymi, lecz z anatomiczną i czynnościową inwolucją skóry. Świąd starczy rozwija się zwykle po 60 roku życia, częściej u mężczyzn, cechuje się trwałością i znaczną opornością na leczenie, a dodatkowo towarzyszą mu odczucia w postaci mrowienia, kłucia i pieczenia skóry.

## Powikłania
- Zadrapania, otwarte rany – mogą być przyczyną infekcji i blizn;
- bezsenność;
- drażliwość.

## Leczenie
Świąd powinien być przede wszystkim leczony przyczynowo, np.:
- infekcje pasożytnicze – preparaty do użytku zewnętrznego na skórę, m.in. maści zawierające permetrynę lub krotamiton do zwalczania świerzbowca, szampony, lotiony i kremy z permetryną wcierane we włosy i skórę głowy w przypadkach wszawicy;
- choroby ogólnoustrojowe – leczenie adekwatne do postawionej diagnozy;
- zastój żółci – leczenie świądu w oparciu o cholestyraminę;
- choroby alergiczne – eliminacja czynnika uczulającego z otoczenia chorego.

Wspomagająco, a także w razie niemożności rozpoznania i wyeliminowania czynnika etiologicznego świądu, stosuje się leczenie objawowe, m.in.:
- maści i żele z mentolem, fenolem, kamforą czy dziegciami uśmierzające świąd;
- miejscowe środki znieczulające, np. benzokaina lub lidokaina;
- leki przeciwhistaminowe – blokujące aktywność głównego mediatora wywołującego świąd – histaminy, przede wszystkim leki przeciwhistaminowe II generacji (np. bilastyna, desloratadyna, fekofenadyna), które nie wykazują działania kardiotoksycznego i nie upośledzają czynności psycho-motorycznych, jak dzieje się w przypadku starszych leków przeciwhistaminowych I generacji blokujących nie tylko receptory histaminowe. Leki I generacji stosuje się jedynie przy silnych napadach świądu, gdzie istnieje przypuszczenie, że świąd wywołał inny od histaminy mediator zapalny;
- blokery receptorów serotoninowych czy opioidowych – przy podejrzeniu, że świąd nie został spowodowany aktywnością histaminy;
- fototerapia promieniami UVB lub PUVA-terapia – pomocna w leczeniu świądu towarzyszącego chorobom nerek, wątroby czy niektórym dermatozom[10].

Chorym zaleca się również przebywanie w dobrze nawilżonych i przewietrzonych pomieszczeniach oraz kąpiele w letniej wodzie (o optymalnej temperaturze do 37 °C) lub chłodne prysznice. Do mycia skóry nie powinno używać się mydła, tylko specjalnych płynów lub żeli o działaniu przeciwświądowym, łagodzącym i nawilżającym. W pielęgnacji swędzącej skóry pomocne są także mleczka, kremy i balsamy zawierające w swoim składzie substancje wspomagające odbudowę naskórka (alantoinę, witaminę A i witaminę E, nienasycone kwasy tłuszczowe), nawilżający mocznik (5-10%), znieczulający polidokanol, masło shea, oleje mineralne i naturalne.

## Klasyfikacja ICD10
| kod ICD10     | nazwa choroby                                             |
| ------------- | --------------------------------------------------------- |
| ICD-10: L29   | Świąd                                                     |
| ICD-10: L29.0 | Świąd odbytu                                              |
| ICD-10: L29.1 | Świąd moszny                                              |
| ICD-10: L29.2 | Świąd pochwy                                              |
| ICD-10: L29.3 | Świąd okolic odbytu i narządów płciowych, nieokreślony    |
| ICD-10: L29.8 | Inny świąd                                                |
| ICD-10: L29.9 | Świąd, nieokreślony                                       |
| ICD-10: F45.8 | Inne zaburzenia występujące pod postacią somatyczną Świąd |